# Paizay-le-Tort
Paizay-le-Tort is een plaats en voormalige gemeente in het Franse departement Deux-Sèvres in de regio Nouvelle-Aquitaine en telt 455 inwoners (1999). De plaats maakt deel uit van het arrondissement Niort.

## Geschiedenis
Paizay-le-Tort is op 1 januari 2019 gefuseerd met de gemeenten Mazières-sur-Béronne, Melle, Saint-Léger-de-la-Martinière en Saint-Martin-lès-Melle tot een nieuwe gemeente, eveneens geheten Melle. 

## Geografie
De oppervlakte van Paizay-le-Tort bedraagt 11,4 km², de bevolkingsdichtheid is 39,9 inwoners per km².
De onderstaande kaart toont de ligging van Paizay-le-Tort met de belangrijkste infrastructuur en aangrenzende gemeenten.

## Demografie
Onderstaande figuur toont het verloop van het inwonertal.
Mazières-sur-Béronne · Melle · Paizay-le-Tort · Saint-Léger-de-la-Martinière · Saint-Martin-lès-Melle